# Dolgcajt
Dolgcajt debitantski je album slovenskog punk rock sastava Pankrti. Objavljen je 1980. u izdanju diskografske kuće RTV Ljubljana.

## Popis pjesama
| Br. | Skladba                             | Trajanje |
| --- | ----------------------------------- | -------- |
| 1.  | »Kruha in iger«                     |          |
| 2.  | »Počitnice na morju«                |          |
| 3.  | »Civili in vojaki«                  |          |
| 4.  | »Metka«                             |          |
| 5.  | »Lepi in prazni«                    |          |
| 6.  | »Zelenye berega peysažov /Ljubica/« |          |
| 7.  | »Jest sem na liniji«                |          |
| 8.  | »Kdo so ti ljudje«                  |          |
| 9.  | »Sedemnajst«                        |          |
| 10. | »Totalna revolucija«                |          |
| 11. | »Pazi, fant, ura zvoni«             |          |
| 12. | »Otroci«                            |          |
| 13. | »Računite z nami«                   |          |
| 14. | »Podgane iz Ljubljane«              |          |

## Izvođači
- Boris Kramberger - bas
- Slavc Colnarič - bubnjevi
- Mitja Prijatelj - gitara
- Dušan Žiberna - gitara
- Borut Činč - klavijature
- Peter Lovšin - vokal